# EyeToy: Chat
EyeToy: Chat is een computerspel uit 2005 dat gebruikmaakt van de EyeToy en de PlayStation 2. Het spel is goedkoper dan andere EyeToy-spellen, omdat het alleen kan gebruikt worden wanneer men een internetverbinding kan maken.
In het officiële PlayStation 2 tijdschrift werd een light-versie (EyeToy: Chat Light) gratis aangeboden. Deze gaf de gebruiker 100 uur gratis contact met andere eigenaren van het spel. De speler kan weliswaar geen chatrooms betreden met deze versie.